# Португальский эскудо
Португальский эску́до (порт. Escudo, МФА (порт.): [ɨʃˈkudu], в переводе — щит) — денежная единица Португалии до введения в 2002 в наличное обращение евро. Обозначение по ISO 4217 — PTE. 1 эскудо = 100 сентаво.
До введения евро в обращении находились монеты в 1, 5, 10, 20, 50, 100 и 200 эскудо, а также банкноты в 500, 1000, 2000, 5000 и 10000 эскудо. Монеты с номиналом в сентаво выпускались лишь до 1979 г.

## История
Эскудо был введён после революции 22 мая 1911 года, заменив реал по курсу 1000 реалов = 1 эскудо, но с тем же золотым содержанием (1,62585 г чистого золота).
Такое же название получили новые денежные единицы бывших португальских колоний: Анголы, Гвинеи-Бисау, Мозамбика, Островов Зелёного Мыса, Сан-Томе и Принсипи, Восточного Тимора, Португальской Индии, эмиссию для которых осуществлял Национальный заморский банк (для Анголы — Банк Анголы). В настоящее время в обращении осталось только эскудо Кабо-Верде (ISO 4217 — CVE).
Первоначальная стоимость эскудо была установлена на уровне 4,5 эскудо = 1 фунт стерлингов. После 1914 года курс эскудо упал. В 1928 году он составил 108,25 эскудо за фунт, в 1931-м — 110 эскудо за фунт. В 1940 году установлен новый курс 27,5 эскудо за доллар США, который впоследствии повысился до 25 эскудо, но в 1949 году опять упал — до 28,75 эскудо за доллар.
Из-за инфляции в течение XX века сентаво потерял свою ценность, поэтому в 1990-х годах монеты с нецелым количеством эскудо, такие как 0,50 и 2,50 эскудо были изъяты из обращения. На момент вступления Португалии в Еврозону курс обмена валют был равен 200,482 эскудо = € 1.

## Монеты
Золотая монета Португалии, которая начала чеканиться в XV в., весом 4,58 г (содержащая 3,43 г золота). При Жуане V (1706—1750) монета чеканилась весом в 3,58 г (содержащая 3,28 г золота). В 1911 г. эскудо весом 1,866 г (содержащий 1,679 г золота) стал денежной единицей Португалии вместо мильрейса.
Между 1912 и 1916 годами были выпущены серебряные монеты 10, 20 и 50 сентаво и 1 эскудо. Бронзовые 1 и 2 сентаво и медно-никелевые 4 сентаво были выпущены в период между 1917 и 1922.
В 1920 году были введены бронзовые монеты 5 сентаво и медно-никелевые 10 и 20 сентаво, а затем, в 1924 году, бронзовые 10 и 20 сентаво и алюминиевые 50 сентаво и 1 эскудо. Монеты из алюминиевой бронзы был заменены на медно-никелевые в 1927 году.
В 1932 были введены серебряные монеты 2½, 5 и 10 эскудо. 2½ и 5 эскудо чеканились до 1951 года, а 10 эскудо чеканились до 1955 года с пониженным содержанием серебра. В 1963 году были введены медно-никелевые 2½ и 5 эскудо, а затем 10 сентаво из алюминия, из бронзы 20 и 50 сентаво и 1 эскудо в 1969 году. Мельхиоровые 10 и 25 эскудо был введены в 1971 и 1977 годах, соответственно. В 1986 году была введена новая монетная система, существовавшая вплоть до перехода на евро. Она состояла из никелево-латунных 1, 5 и 10 эскудо, медно-никелевых 20 и 50 эскудо и биметаллических 100 и 200 эскудо, выпущенных в 1989 и 1991 годах.
На момент перехода на евро в обращении находились монеты в 1, 5, 10, 20, 50, 100 и 200 эскудо. С 31 декабря 2002 года возможности обменять эскудо на евро нет.
Монету 50 сентаво также называли coroa (корона). После вывода её из обращения люди долго называли монету 2 $ 50 cinco coroas (пять крон).
|                     | 1 Эскудо             |                                |                                |
| Художник:           | Художник:            | Монетный двор: Банк Португалии | Монетный двор: Банк Португалии |
| Номинал: 1 Эскудо   | Металл: Cu + Ni + Al | Тираж:                         | Качество:                      |
| Выпущена: 1993      | Диаметр: 16          | Вес: 1,70                      | Рыночная цена:                 |
|                     | 5 Эскудо             |                                |                                |
| Художник:           | Художник:            | Монетный двор: Банк Португалии | Монетный двор: Банк Португалии |
| Номинал: 5 Эскудо   | Металл: Cu + Ni + Al | Тираж:                         | Качество:                      |
| Выпущена: 1988      | Диаметр: 21          | Вес: 5,30                      | Рыночная цена:                 |
|                     | 10 Эскудо            |                                |                                |
| Художник:           | Художник:            | Монетный двор: Банк Португалии | Монетный двор: Банк Португалии |
| Номинал: 10 Эскудо  | Металл: Cu + Ni + Al | Тираж:                         | Качество:                      |
| Выпущена: 1987      | Диаметр: 24          | Вес: 7, 40                     | Рыночная цена:                 |
|                     | 20 Эскудо            |                                |                                |
| Художник:           | Художник:            | Монетный двор: Банк Португалии | Монетный двор: Банк Португалии |
| Номинал: 20 Эскудо  | Металл: Cu + Ni      | Тираж:                         | Качество:                      |
| Выпущена: 1987      | Диаметр: 26          | Вес: 6,80                      | Рыночная цена:                 |
|                     | 25 Эскудо            |                                |                                |
| Художник:           | Художник:            | Монетный двор: Банк Португалии | Монетный двор: Банк Португалии |
| Номинал: 25 Эскудо  | Металл:              | Тираж:                         | Качество:                      |
| Выпущена: 1985      | Диаметр:             | Вес:                           | Рыночная цена:                 |
|                     | 50 Эскудо            |                                |                                |
| Художник:           | Художник:            | Монетный двор: Банк Португалии | Монетный двор: Банк Португалии |
| Номинал: 50 Эскудо  | Металл: Cu + Ni      | Тираж:                         | Качество:                      |
| Выпущена: 1988      | Диаметр: 31          | Вес: 9,40                      | Рыночная цена:                 |
|                     | 100 Эскудо           |                                |                                |
| Художник:           | Художник:            | Монетный двор: Банк Португалии | Монетный двор: Банк Португалии |
| Номинал: 100 Эскудо | Металл: Cu + Ni + Al | Тираж:                         | Качество:                      |
| Выпущена: 1992      | Диаметр: 25          | Вес: 8,40                      | Рыночная цена:                 |
|                     | 200 Эскудо           |                                |                                |
| Художник:           | Художник:            | Монетный двор: Банк Португалии | Монетный двор: Банк Португалии |
| Номинал: 200 Эскудо | Металл: Cu + Ni + Al | Тираж:                         | Качество:                      |
| Выпущена: 1991      | Диаметр: 28          | Вес: 9,90                      | Рыночная цена:                 |

## Банкноты
Монетный двор в 1917—1925 годах выпустил банкноты достоинством в 5, 10 и 20 сентаво и 1 эскудо, Банк Португалии в 1913—1922 годах ввёл 50 сентаво, 1, 2 ½, 5, 10, 20, 50, 100, 500 и 1000 эскудо. В 1920 году 50 сентаво и 1 эскудо прекратили выпускаться, так же как и 2.5, 5 и 10 эскудо в 1925 и 1926 годах. 5000 эскудо было введено в 1942 году.
Последние купюры в 20 и 50 эскудо были напечатаны соответственно в 1978—1980 годах, а 1989-го 100 эскудо заменён монетой. В том же 1989 году появилась банкнота в 10 000 эскудо.
На момент перехода на евро в обращении были банкноты достоинством 500, 1000, 2000, 5000 и 10 000 эскудо. Их можно было обменять на евро до 28 февраля 2002 года.
На банкнотах изображались выдающиеся личности португальской истории. Последняя серия имела изображение личностей эпохи великих географических открытий, таких как Жуан ди Барруш, Педру Алвариш Кабрал, Бартоломеу Диаш , Васко да Гама, Генрих Мореплаватель.
На последней банкноте в 100 эскудо изображён известный португальский поэт и прозаик Фернандо Пессоа.
| Изображение | Номинал (эскудо) | € эквив. | Размеры (мм) | Основные цвета | Описание             | Описание | Дата             | Дата                   |
| Изображение | Номинал (эскудо) | € эквив. | Размеры (мм) | Основные цвета | Лицевая сторона      | Оборотная сторона | выпуска          | печати                 |
| ----------- | ---------------- | -------- | ------------ | -------------- | -------------------- | --- | ---------------- | ---------------------- |
|             | 500              | 2,49     | 125×68       | красный        | Жуан ди Барруш       | Аллегория «эпоха Великих географических открытий»                                                                                             | 17 апреля 1997   | 1997, 2000             |
|             | 1000             | 4,99     | 132×68       | фиолетовый     | Педру Алвариш Кабрал | Каравелла и стилизованное изображение животного мира амазонской сельвы.                                                                       | 18 апреля 1996   | 1996, 1998, 2000       |
|             | 2000             | 9,97     | 139×68       | синий          | Бартоломеу Диаш      | Каравелла и изображение старинной карты мира с компасом 8-лучевая роза ветров.                                                                | 21 сентября 1995 | 1995, 1996, 1997, 2000 |
|             | 5000             | 24,94    | 146×75       | зелёный        | Васко да Гама        | Каравелла и «Прибытие Васко да Гама в Калькутту 20 мая 1498 года», картина XVI века, фламандская школа, Национальный заморский банк, Лиссабон | 5 января 1995    | 1995, 1996, 1997, 1998 |
|             | 10 000           | 49,88    | 153×75       | бордовый       | Энрике Мореплаватель | Каравелла и изображение «Ордена Рыцарей нашего Господа Иисуса Христа»                                                                         | 2 мая 1996       | 1996, 1997, 1998       |